# Дайя (река)
Дайя (яп. 大谷川 дайя-гава) — река в Японии на острове Хонсю, приток реки Кину. Протекает по территории префектуры Тотиги. Длина реки составляет 29,9 км, территория её бассейна — 259 км².
Река берёт своё начало в озере Тюдзендзи и течёт на восток, образуя 97-метровый водопад Кэгон. Дайя протекает через город Никко, где в районе Имаити начинается её конус выноса, и впадает в Кину, впадающую в реку Тоне. На многих притоках реки тоже есть водопады, на трёх притоках расположены ГЭС. Речная вода отводится для водоснабжения города Уцуномия.
На Дайя расположены многочисленные водосливы, русло реки укреплено.